# Dexia convexa
Dexia convexa là một loài ruồi trong họ Tachinidae.